# División de Honor femenina de balonmano 2008-09
La temporada 2008-09 de la Liga ABF fue la 52.ª edición de la Liga ABF de balonmano femenino. Las jugadoras del Itxako Reyno de Navarra se proclamaron campeonas por primera vez en su historia, llevándose el título para Navarra y acabando con una hegemonía de 31 temporadas consecutivas en las que la competición la ganaba un equipo de la Comunidad Valenciana.
En tanto que los dos últimos equipos clasificados que fueron el Balonmano Zuazo y el Gran Monóvar Ecociudad Mediterránea descendieron a la Primera División, ambos el año de su debut, tras una única campaña en la élite.

## Sistema de competición
Participaron catorce escuadras que se enfrentan entre ellas en modalidad todos contra todos, en dos partidos de ida y vuelta, haciendo así un total de 26 jornadas. Cada victoria otorga 2 puntos, el empate 1 punto y en caso de derrota no se obtiene ninguno. Si una vez finalizada la competición existe igualdad de puntos entre dos o más equipos se realizará el desempate atendiendo a los enfrentamientos directos en primer lugar, siendo la diferencia de goles el segundo criterio de desempate en caso de ser necesario.
El primer clasificado tenía acceso a la siguiente edición de la EHF Copa de Europa, al igual que el subcampeón, teniendo que pasar este una ronda previa. Las 3ª y 4ª clasificadas de la Liga ABF tenían acceso a la Copa EHF y el ganador de la Copa de la Reina 2009 obtenía una plaza en la próxima edición de la Recopa de Europa. Esta temporada hubo un cupo más para la copa EHF debido a la victoria la campaña anterior de la Itxako Reyno de Navarra.
Los equipos clasificados en las dos últimas posiciones al final de la temporada descendieron a la Primera División, siendo reemplazados por los dos mejores equipos de esta en la siguiente campaña.

## Equipos participantes
| Equipo                              | Localización        | Estadio                                        | Capacidad |
| ----------------------------------- | ------------------- | ---------------------------------------------- | --------- |
| Elche Mustang                       | Elche               | Pabellón Municipal Esperanza Lag               | 2 000     |
| Gran Monóvar Ecociudad Mediterránea | Monóvar             | Pabellón Municipal de Deportes                 | 1 100     |
| Mar Alicante                        | Alicante            | Pabellón Colegio Agustinos                     | 600       |
| Parc Sagunt                         | Sagunto             | René Marigil                                   | 600       |
| Prosolia Gaviota Elda Prestigio     | Elda                | Polideportivo Ciudad de Elda Florentino Ibáñez | 2 000     |
| Cementos La Unión Ribarroja         | Ribarroja del Turia | Pabellón de Deportes de Ribarroja              | 634       |
| Akaba Bera Bera                     | San Sebastián       | Polideportivo Municipal Bidebieta              | 682       |
| Balonmano Zuazo                     | Baracaldo           | Polideportivo Lasesarre                        | 2 580     |
| Vícar Goya Koppert                  | Vícar               | Pabellón Municipal de Vícar                    | 1 500     |
| Feve Gijón                          | Gijón               | Pabellón de Deportes La Tejerona               | 900       |
| C. B. Ro'casa                       | Telde               | Pabellón Insular Antonio Moreno                | 600       |
| Molly CLEBA                         | León                | Palacio de los Deportes de León                | 6 000     |
| Club BM Alcobendas                  | Alcobendas          | Pabellón de Los Sueños                         | 1 000     |
| Itxako Reyno de Navarra             | Estella             | Polideportivo Lizarrerría                      | 2 800     |

## Clasificación
| Puesto | Equipo                              | PJ | G  | E | P  | GF  | GC  | Dif  | Pts | Clasificación o descenso              |
| ------ | ----------------------------------- | -- | -- | - | -- | --- | --- | ---- | --- | ------------------------------------- |
| 1      | Itxako Reyno de Navarra             | 26 | 25 | 0 | 1  | 779 | 515 | 264  | 50  | Campeonas, clasifican a EHF Champions |
| 2      | Parc Sagunt                         | 26 | 21 | 1 | 4  | 884 | 679 | 205  | 43  | Ronda clasificatoria EHF Champions    |
| 3      | Prosolia Gaviota Elda Prestigio     | 26 | 21 | 0 | 5  | 750 | 594 | 156  | 42  | Liga EHF                              |
| 4      | Akaba Bera Bera                     | 26 | 20 | 0 | 6  | 764 | 681 | 83   | 40  | Recopa de Europa                      |
| 5      | Mar Alicante                        | 26 | 17 | 2 | 7  | 726 | 658 | 68   | 36  | Liga EHF                              |
| 6      | Elche Mustang                       | 26 | 14 | 0 | 12 | 680 | 684 | –4   | 28  | Liga EHF                              |
| 7      | Vícar Goya Koppert                  | 26 | 13 | 1 | 12 | 664 | 709 | –45  | 27  |                                       |
| 8      | Molly CLEBA                         | 26 | 10 | 3 | 13 | 652 | 719 | –67  | 23  |                                       |
| 9      | Feve Gijón                          | 26 | 10 | 2 | 14 | 596 | 661 | –65  | 22  |                                       |
| 10     | Club BM Alcobendas                  | 26 | 6  | 2 | 18 | 642 | 743 | –101 | 14  |                                       |
| 11     | C. B. Ro'casa                       | 26 | 6  | 1 | 19 | 652 | 728 | –76  | 13  |                                       |
| 12     | Cementos La Unión Ribarroja         | 26 | 6  | 0 | 20 | 597 | 768 | –171 | 12  |                                       |
| 13     | Balonmano Zuazo                     | 26 | 4  | 0 | 22 | 613 | 708 | –95  | 8   | Descenso a Primera División           |
| 14     | Gran Monóvar Ecociudad Mediterránea | 26 | 3  | 0 | 23 | 629 | 781 | –152 | 6   | Descenso a Primera División           |